# Анна Яблоновська
Анна Яблоновська, уроджена Анна Пауліна Сапіга (пол. Anna Paulina z Sapiehów Jabłonowska); 22 червня 1728 — 7 лютого 1800) — польсько-литовська шляхтянка XVIII сторіччя з роду Сапіг, донька берестейського воєводи Казимира Леона Сапіги та Кароліни Терези Радзивілл, дружина брацлавського воєводи Яна Каєтана Яблоновського. Економістка, покровителька науки та мистецтв.
Підтримувала Барську конфедерацію.

## Біографія
Анна Пауліна народилася 22 червня 1728 у Вольпі. Вона стала первістком у родині генерала артилерії литовської Казимира Леона Сапіги та його дружини Кароліни Терези Радзивілл, з'явившись на світ за десять місяців після їхнього весілля. Згодом родина поповнилася синами Олександром Михайлом та Михайлом Ксаверієм.
У 1735 році батько став воєводою берестейським. Він помер, коли Анні майже виповнилося 10. Матір невдовзі взяла другий шлюб із магнатом Юзефом Олександром Яблоновським, який у 1743 році отримав титул князя Священної римської імперії. Анна виховувалася під його наглядом.
У віці 22 років була видана заміж за 50-річного князя Яна Каєтана Яблоновського, який незадовго перед цим овдовів. У шлюбному договорі наречений записав їй 150000 золотих, які були забезпечені доходами з його маєтностей у Люблінському та Руському воєводствах. Вінчання відбулося в жовтні 1750 року. Дітей у подружжя не було. Ян Каєтан був відомий своєю пихою, за інтелектуальним розвитком Анна значно перевищувала його. У 1754 році Ян Каєтан став брацлавським воєводою. Анна керувала заборгованими, невпорядкованими з юридичної сторони маєтностями (у 1752, 1758 роках львівська шляхта звільнила від податків броварні Яблоновського на передмістях Львова, знищені вогнем та водою). Разом вони подорожували по різних дворах Європи, відвідували Версаль. У 1764 році Ян Каєтан помер.
Анна Пауліна, ставши удовою в 36 років, заміж більше не виходила. У 1769–1771 роках за її замовленням була збудована каплиця Христа Розп'ятого у Катедральному соборі Львова.
Ставши єдиною та повноправною господинею численних маєтностей, у тому числі 11 містечок, 107 сіл і 24 фільварків, вона втягнулася в активну політичну діяльність, виступивши проти нового короля Станіслава Августа Понятовського і підтримавши Барську конфедерацію. За кордоном Яблоновску називали «Мадам де Бар» — пані Барської конфедерації. Княгиня займалася пошуками грошей, збором відомостей, а також сприятливою для конфедератів дипломатичною діяльністю при дворах Венеції, Рима, Неаполя, Парижа, Амстердама.
Після падіння конфедерації помирилася із королем та відмовилася від політичної боротьби. Почала займатися активною громадською роботою в своїх селах, намагаючись підвищити духовну і матеріальну культуру підданих. Ввела в маєтках замість панщини оброк, перетворивши кріпаків на орендарів, які могли користуватися земельними наділами, віддаючи натомість відсоток від усього вирощеного на орендованій землі. Дбала про поліпшення побуту своїх підданих, будувала млини, винокурні, невеликі ткацькі фабрики і заводи з виробництва фаянсу та порцеляни.
Реорганізації господарства заважали небожі, які мали частку свого майна на успадкованих землях. У 1772 році Галичина, де також були землі Яблоновських, відійшла до Австрійської імперії. У 1786 році Анні вдалося домогтися від австрійських властей підтвердження привілеїв своїм містечкам, наданих ще за Яна ІІІ Собєського та інших королів у 1647—1696 роках.

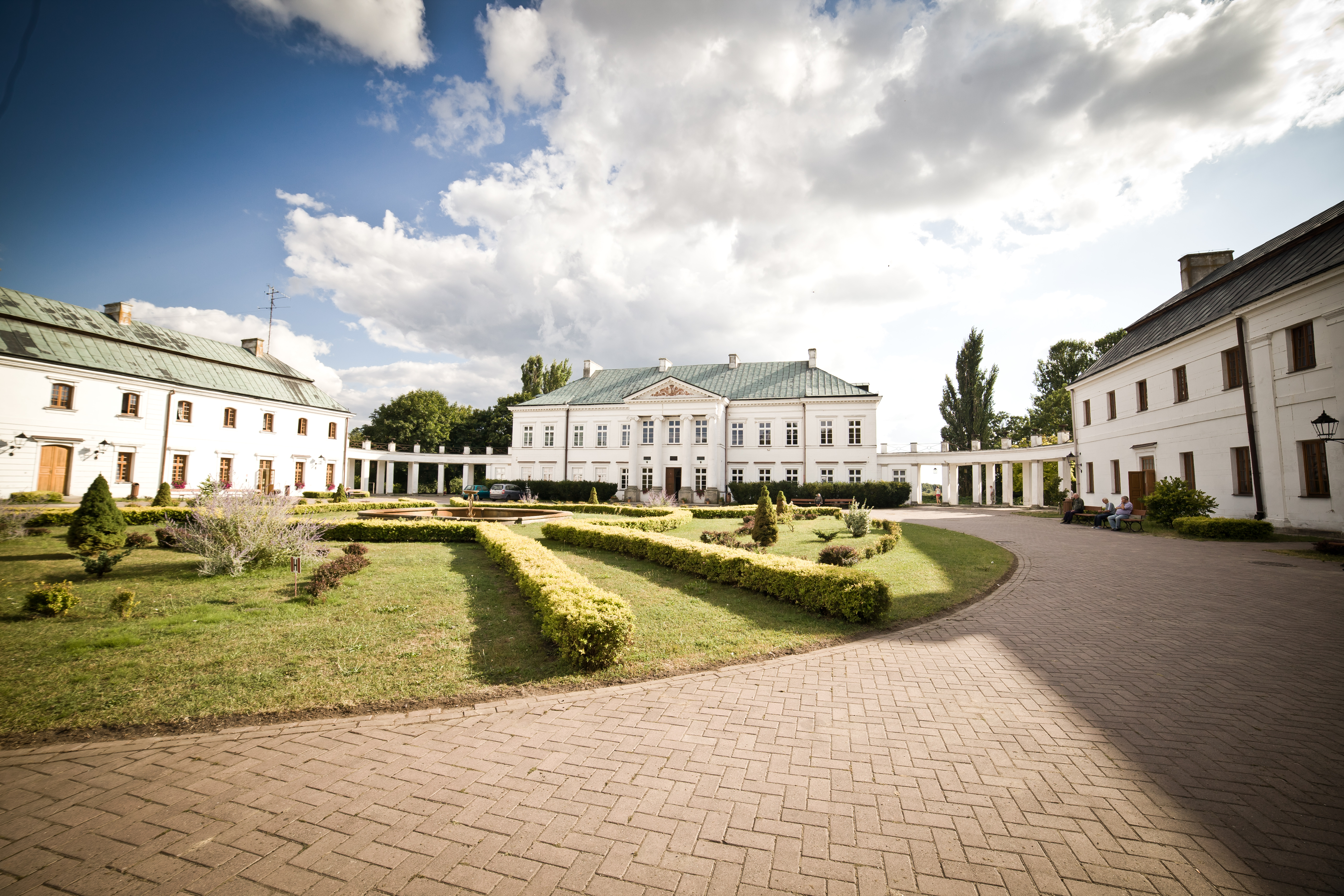
Палац у Коцьку

Від назв головних маєтків Яблоновську почали називати «пані на Сім'ятичах та Коцьку». Занепалі Сім'ятичі під її господарюванням перетворилися на значний торговий і культурний центр. За власний кошт Анна Пауліна збудувала та утримувала там пологовий будинок для селянок, акушерську школу та богадільню. Окрім цього, княгиня побудувала в Сім'ятичах ратушу та друкарню. Саме в цій друкарні протягом 1783—1785 років вона видавала написаний нею багатотомний економічний трактат «Загальні постанови для керівників моїх маєтків» (пол. Ustawy powszechne dla dóbr moich rządców), який викликав великий інтерес в країні та швидко був передрукований у Варшаві. Ліквідувала старий єврейський цвинтар, який заважав будівництву. Замість нього відвела місце під новий цвинтар на лівому березі річки Кам'янка.
У Коцьку Анна внесла вагомий внесок в розвиток не тільки міста, а й садівництва. Під час її правління у місті був побудований костел у неокласичному стилі, ратуша та перебудований палац, який носить тепер її ім'я. Відбудувала новий міський ринок і нову систему вулиць. У своїх володіннях ввела ряд новаторських методів вирощування сільськогосподарських культур, була прихильницею нових способів землеробства й організації підходу до господарства, фактично піонером екологічного садівництва. Методику та підхід до садівництва також описала у своєму трактаті.
В Острозі наприкінці XVIII століття провела розбудову та відновлення костелу Внебовзяття Діви Марії. У Маріямполі для активізації торгівлі запросила єврейських купців. На місці в'їзної вежі замку також побудувала палац.
Була відомою колекціонеркою, створила власний мінералогічний музей, який на той час був одним із кращих в Європі, мала у своїй резиденції величезну колекцію монет і медалей. Запрошувала до себе іноземних вчених, зібрала велику бібліотеку.
Згідно найпоширенішої версії, померла в Острозі 7 лютого 1800 року.